# Szymon Piasecki
Szymon Piasecki (ur. 5 grudnia 1910 w Łodzi, zm. 1942-1945) – polski malarz pochodzenia żydowskiego, tworzący pejzaże, portrety i martwe natury.

## Życiorys
Jego matką była Liba a ojcem Calad, brat malarza Karola Piaseckiego, z zawodu czapnik. W wieku 18 lat Szymon Piasecki rozpoczął studia w Akademii Sztuk Pięknych w Krakowie. Studiował u Władysława Jarockiego i Fryderyka Pautscha. Był członkiem Pierwszej Grupy Krakowskiej – ugrupowania artystycznego powstałego w 1933 z inicjatywy studentów Krakowskiej Akademii Sztuk Pięknych.
Należał do Komunistycznej Partii Polski oraz do Zawodowego Związku Polskich Artystów Plastyków, z którego wraz z innymi członkami Grupy został usunięty za lewicowe poglądy pod pozorem nieuiszczania składek.
Jego wystawy można było oglądać między innymi w Domu Plastyków w Krakowie (1935), w Łodzi (1937-1939), w Resursie Obywatelskiej w Warszawie (1937), we Lwowie (1936; wystawa artystów łódzkich zorganizowana przez Lewicowy Związek Zawodowy Artystów Plastyków). Brał udział także w objazdowej wystawie artystów lwowskich w 1940 w Moskwie, Kijowie i Charkowie. Zachowało się niewiele jego prac, które są wystawiane w Muzeum Sztuki w Łodzi oraz Muzeum Żydowskiego Instytutu Historycznego w Warszawie.
Po powrocie do rodzinnej miejscowości został skazany na półtora roku pozbawienia wolności i (według J. Sandla) osadzony we Lwowskim więzieniu. Podczas pobytu w więzieniu namalował obraz Barykada. W 1942 wstąpił do Armii Czerwonej i zginął na froncie w latach 1942–1945.

## Opinie recenzentów
Prof. dr hab. Jerzy Malinowski o twórczości Szymona Piaseckiego pisał: „Malował ekspresyjnie (ponoć pod wpływem Matisse’a) pejzaże, portrety i martwe natury – mocno brutalne w kolorycie... Miał podejmować eksperymenty formalne (pod wpływem Picassa i Legera).”